# Julia Heinemann
Julia Heinemann (* 8. Juli 1968 in Hamburg) ist eine deutsche Schauspielerin.

## Leben und Werk
Heinemann wurde 1968 in Hamburg geboren und ist in Bayern aufgewachsen. Nach bestandenem Abitur mit Schwerpunkt Violine am Pestalozzi-Gymnasium absolvierte sie eine Schauspielausbildung in München.
Nach Abschluss der Schauspielschule bei Kathrin Ackermann und Ellionor Hoffman sowie einer klassischen Gesangsausbildung bei Mary Jane Metheny-Brück und Helmut Banzhaf startete Heinemann ihre Laufbahn als Schauspielerin. Bekannt wurde sie 1987, als sie an der Seite von Maria Furtwängler, Maria Schell und Siegfried Rauch die Alexandra „Alex“ Behringer in der Serie Die glückliche Familie spielte. 1995/96 hatte sie die Rolle der Britta in der Serie Gegen den Wind. Ihren ersten Kinofilm Verlorene Flügel drehte sie 1998 in Dresden. Außerdem war sie 2006 in Dietrich Brüggemanns Spielfilmdebüt Neun Szenen zu sehen.
Von 2000 bis 2002 war sie in der ZDF-Serie Die Rettungsflieger zu sehen, in der sie die Hauptrolle der Notärztin Dr. Ilona Müller spielte. Um diese Rolle so realitätsnah wie möglich umsetzen zu können, wurde sie – wie auch die anderen Darsteller – von einem Notarzt der Bundeswehr beraten. Aus Begeisterung ist Heinemann nach diesem Engagement nebenberuflich Rettungsassistentin geworden und arbeitet heute noch als Dozentin an einer Berufsfachschule in Hamburg. Zahlreiche Theaterarbeiten führten sie nach Heidelberg, Bochum, Saarbrücken und Duisburg. Sie lebt mit ihrem Sohn und ihrem Lebensgefährten in Hamburg und ist seit 2001 Mitglied des dortigen Theaterensembles Elfen im Park.

## Filmografie (Auswahl)
- 1987–1991: Die glückliche Familie (Fernsehserie)
- 1992: Happy Holiday  (Fernsehserie, 13 Folgen)
- 1993: Glückliche Reise – Jamaica (Fernsehreihe)
- 1994–1995: Wir sind auch nur ein Volk (Miniserie/8-teilig)
- 1994–1996: Gegen den Wind (Fernsehserie)
- 1995: Hallo, Onkel Doc! (Episode: Schrecksekunden)
- 1997: Amico Mio (Episode: Spiel mit dem Feuer)
- 1997: Drei Tage Angst
- 1997: St. Angela
- 1998: Der Bulle von Tölz: Mord im Irrenhaus
- 1998: Verlorene Flügel (Kinofilm)
- 1998: Drei Tage Angst (Fernsehfilm)
- 1999: Luftpiraten – 113 Passagiere in Todesangst (Film)
- 1999: Dr. Stefan Frank – Der Arzt, dem die Frauen vertrauen (Episode: Dann eben mit Gewalt)
- 2000: Balko (Episode: Der Chef sieht rot)
- 2001: Im Namen des Gesetzes (Episode: Anschlag bei Nacht)
- 2001: Unser Charly (Episode: Auf nach Florida)
- 2000–2002: Die Rettungsflieger (Fernsehserie)
- 2003: Die Rosenheim-Cops (Episode: Tod am dritten Loch)
- 2003: Ein Fall für zwei (Episode: Doppelmord)
- 2003: Broti und Pacek (Episode: Vorübergehend gestorben)
- 2004: In aller Freundschaft (Episode: Familienprobleme)
- 2005: SOKO Leipzig (Episode: Musikalisches Opfer)
- 2006: Neun Szenen (Film)
- 2007: Unser Charly (Episode: Charly und die Liebe)
- 2007: SOKO Kitzbühel (Episode: Bis das der Tod uns scheidet)
- 2011: Herzflimmern – Die Klinik am See
- 2017: Tatort: Stau
- 2020: Tatort: National feminin